# Якір свердловинний
Якір свердловинний — у свердловинних технологіях — пристрій для закріплення на місці і запобігання зміщенню свердловинного обладнання (штангових насосів, пакерів) всередині експлуатаційної обсадної колони труб під час її експлуатації свердловин або при здійсненні у свердловині робіт за високих тисків (напр., пакерів під дією перепаду тиску).